# Трахиноты
Трахиноты, или помпано (лат. Trachinotus), — род морских лучепёрых рыб семейства ставридовых.
Максимальная длина тела от 34 см (T. stilbe) до 122 см, масса до 36 кг (круглый помпано). Высокое эллипсовидное тело сжато с боков. Передний профиль головы овально закруглен. Хвостовой стебель короткий и узкий. Чешуя очень мелкая. Окраска обычно серебристая с пятнами или поперечными полосами у некоторых видов. Первый спинной плавник имеет вид 6 маленьких колючек, которые соединены перепонкой только у молодых рыб. Второй спинной и анальный плавники длинные, спереди закругленные, первые лучи обоих плавников удлинены, у некоторых видов их концы почти достигают концов хвостового плавника. Анальный плавник расположен строго напротив второго спинного. Перед анальным плавником находятся две свободные колючки, ещё одна колючка соединена с анальным плавником. На хвостовом стебле костных щитков нет. Зубы мелкие волосовидные, расположены полосками на челюстях, нёбных костях и сошнике.
Помпано очень широко распространены в тропических водах Атлантического, Индийского и Тихого океанов. Обитают вблизи коралловых и скалистых рифов. Некоторые виды образуют крупные стаи, другие встречаются в основном поодиночке.
Многие виды имеют промысловое значение.

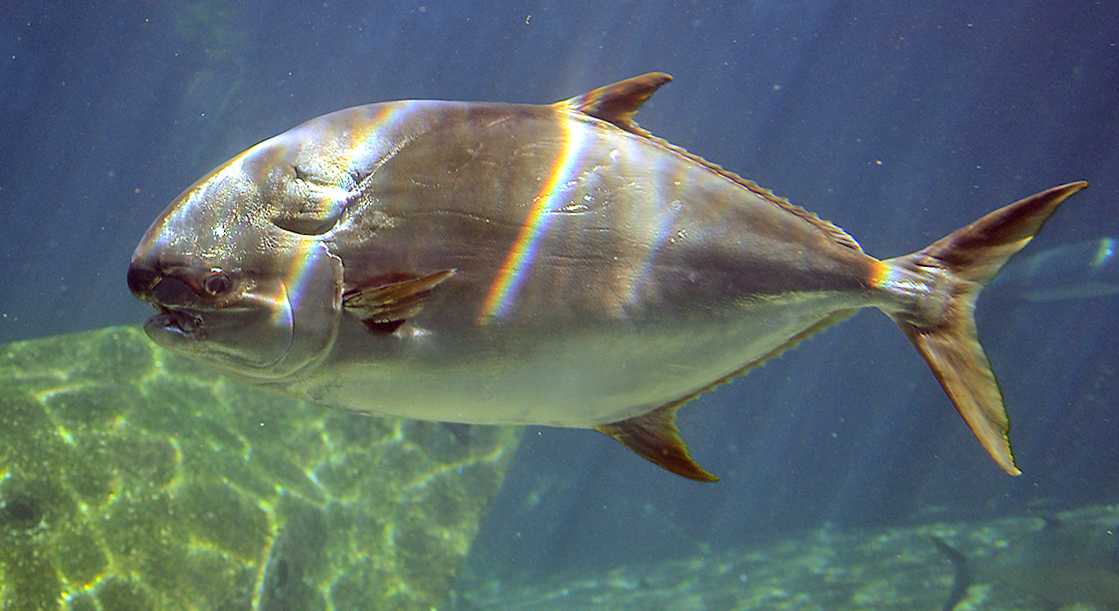
Африканский трахинот (Trachinotus africanus)

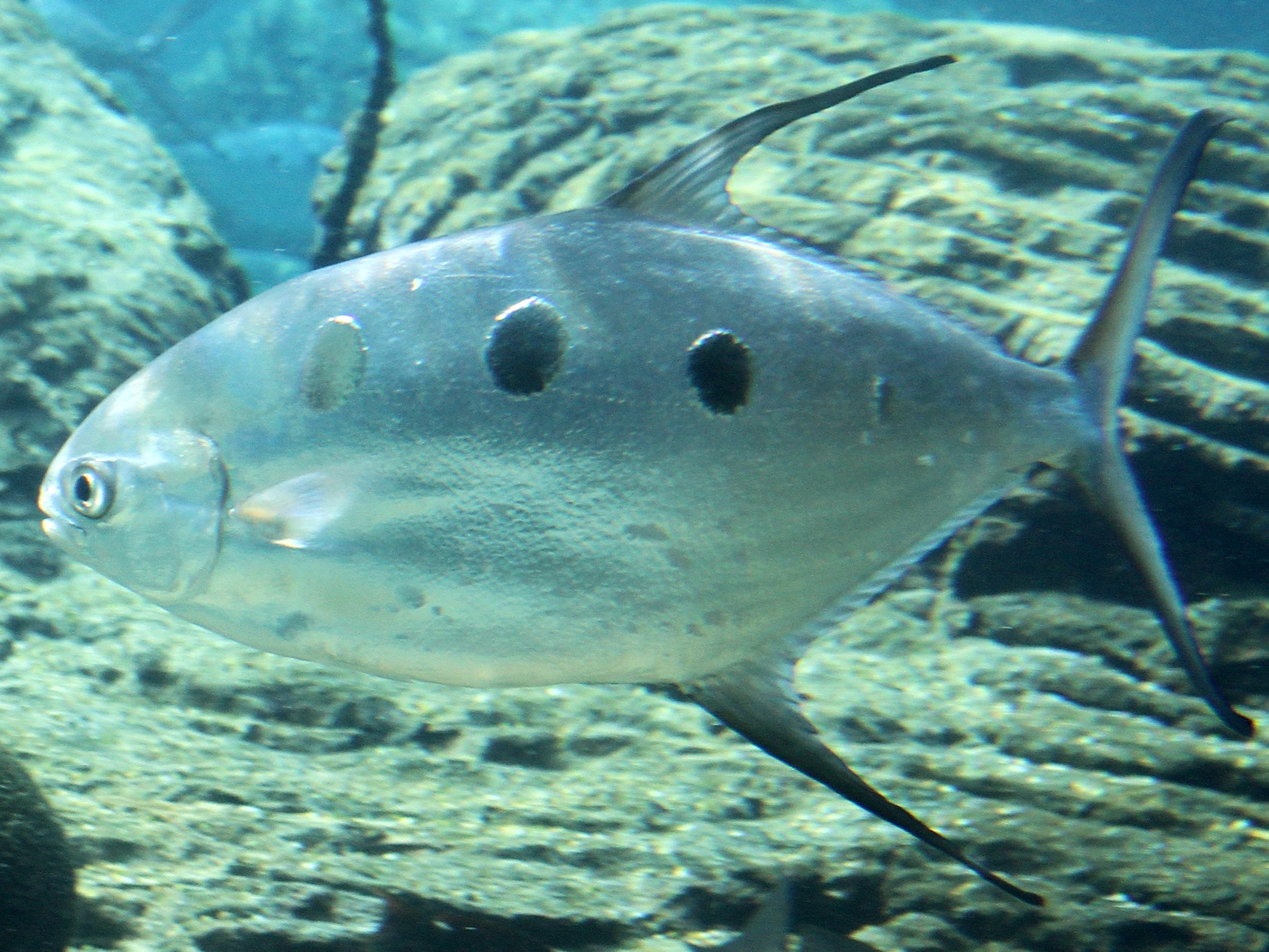
Индоокеанский трахинот (Trachinotus botla)

## Виды
В роде помпано 21 вид:
- Trachinotus africanus — Африканский трахинот[1]
- Trachinotus anak
- Trachinotus baillonii — Азиатский трахинот, или длиннопёрый трахинот
- Trachinotus blochii — Тупорылый помпано, или тупорылый трахинот
- Trachinotus botla — Индоокеанский трахинот
- Trachinotus carolinus — Обыкновенный помпано, или каролинский трахинот[1]
- Trachinotus cayennensis
- Trachinotus coppingeri
- Trachinotus falcatus — Круглый помпано, или круглый трахинот
- Trachinotus goodei — Большой трахинот, или вест-индский трахинот
- Trachinotus goreensis Cuvier, 1832 — Сенегальский трахинот
- Trachinotus kennedy
- Trachinotus macrospilus Smith-Vaniz & Walsh, 2019[4]
- Trachinotus marginatus
- Trachinotus maxillosus Cuvier, 1832
- Trachinotus mookalee — Индийский трахинот
- Trachinotus ovatus — Европейский трахинот, или гладкая лихия
- Trachinotus paitensis — Перуанский трахинот[1]
- Trachinotus rhodopus — Помпанито[1]
- Trachinotus stilbe
- Trachinotus teraia

## Фото

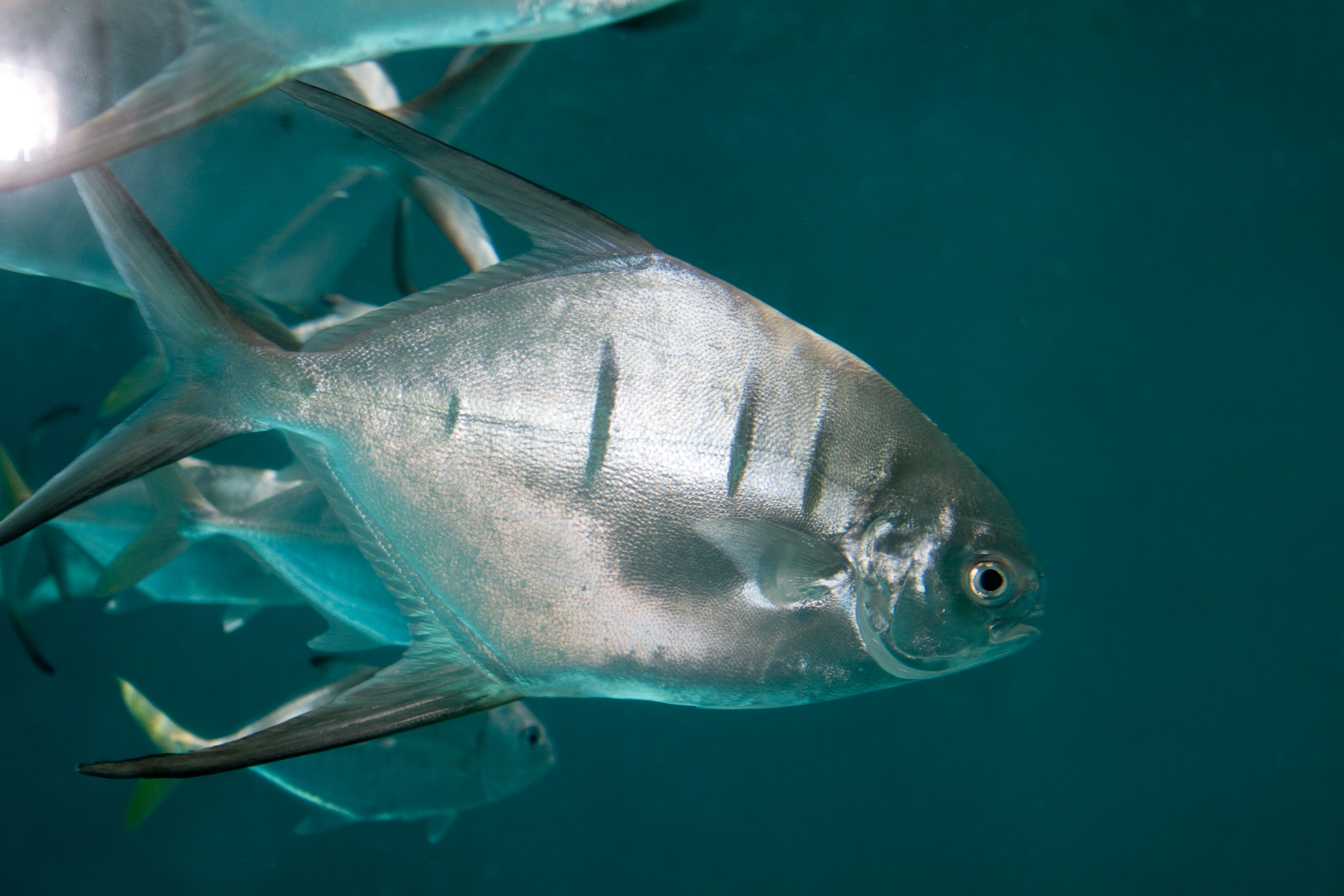
Большой трахинот (Trachinotus goodei)
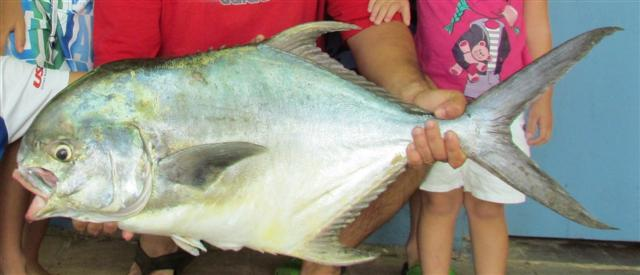
Круглый помпано (Trachinotus falcatus)
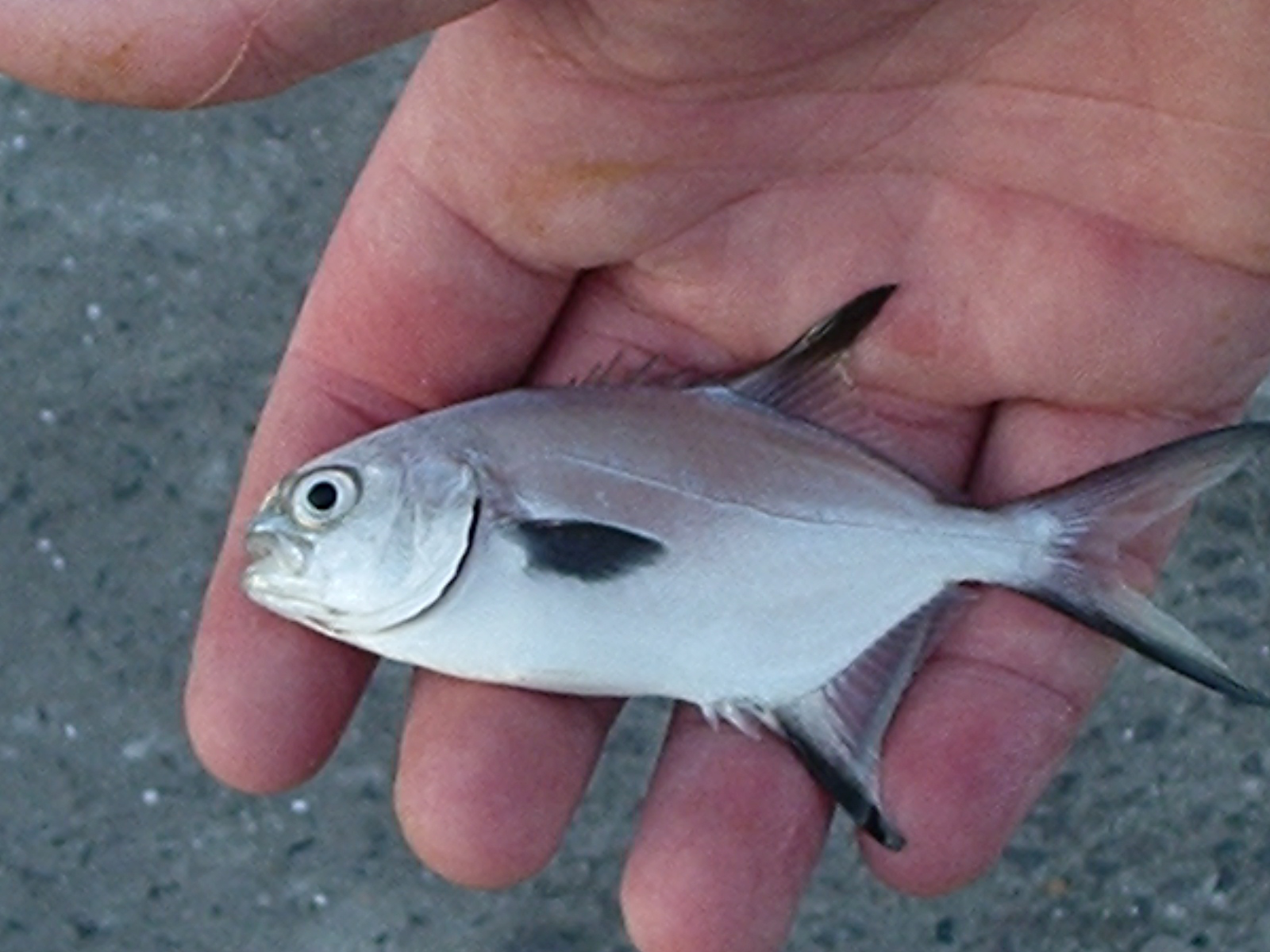
Trachinotus marginatus
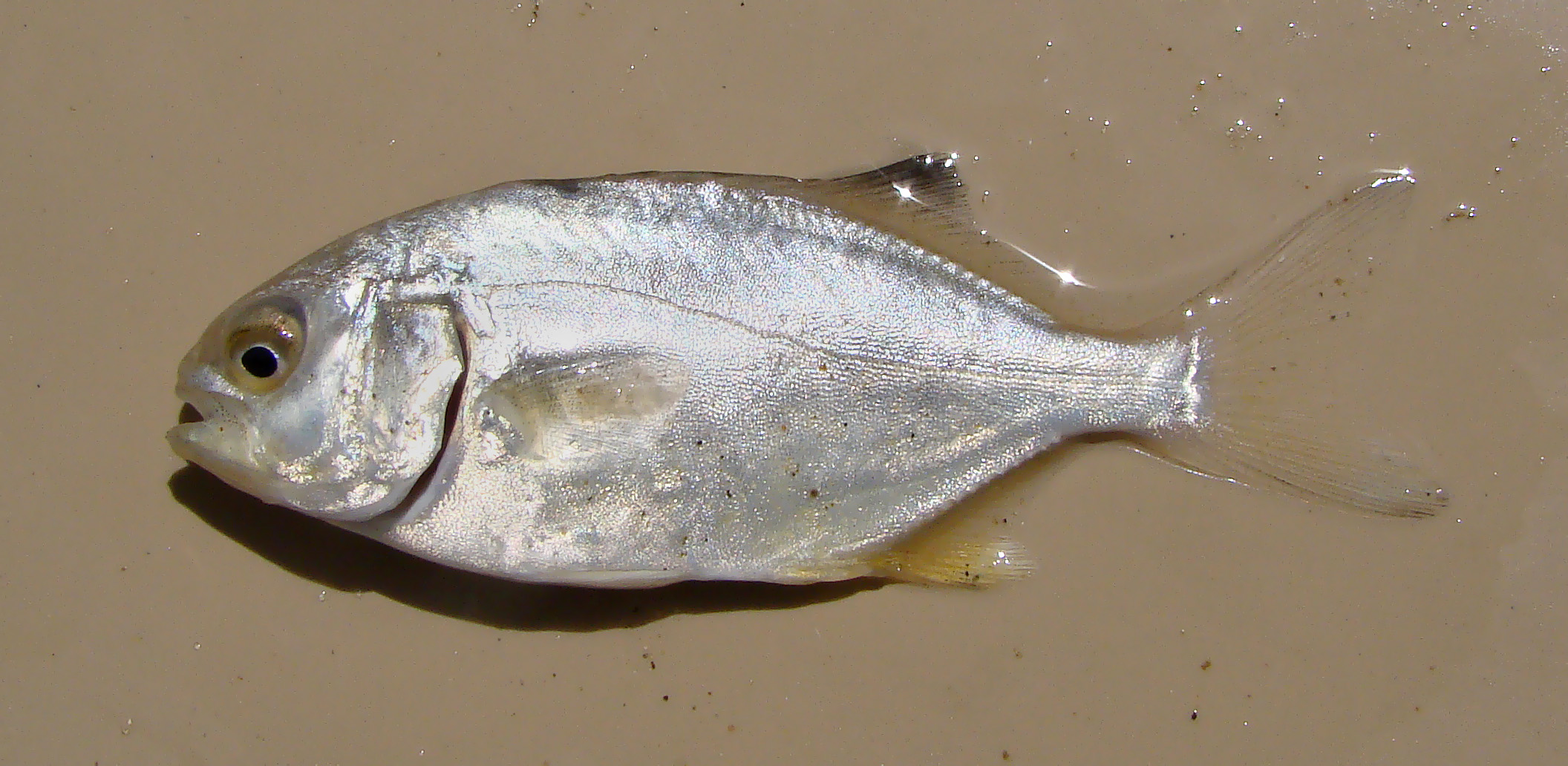
Обыкновенный помпано (Trachinotus carolinus)
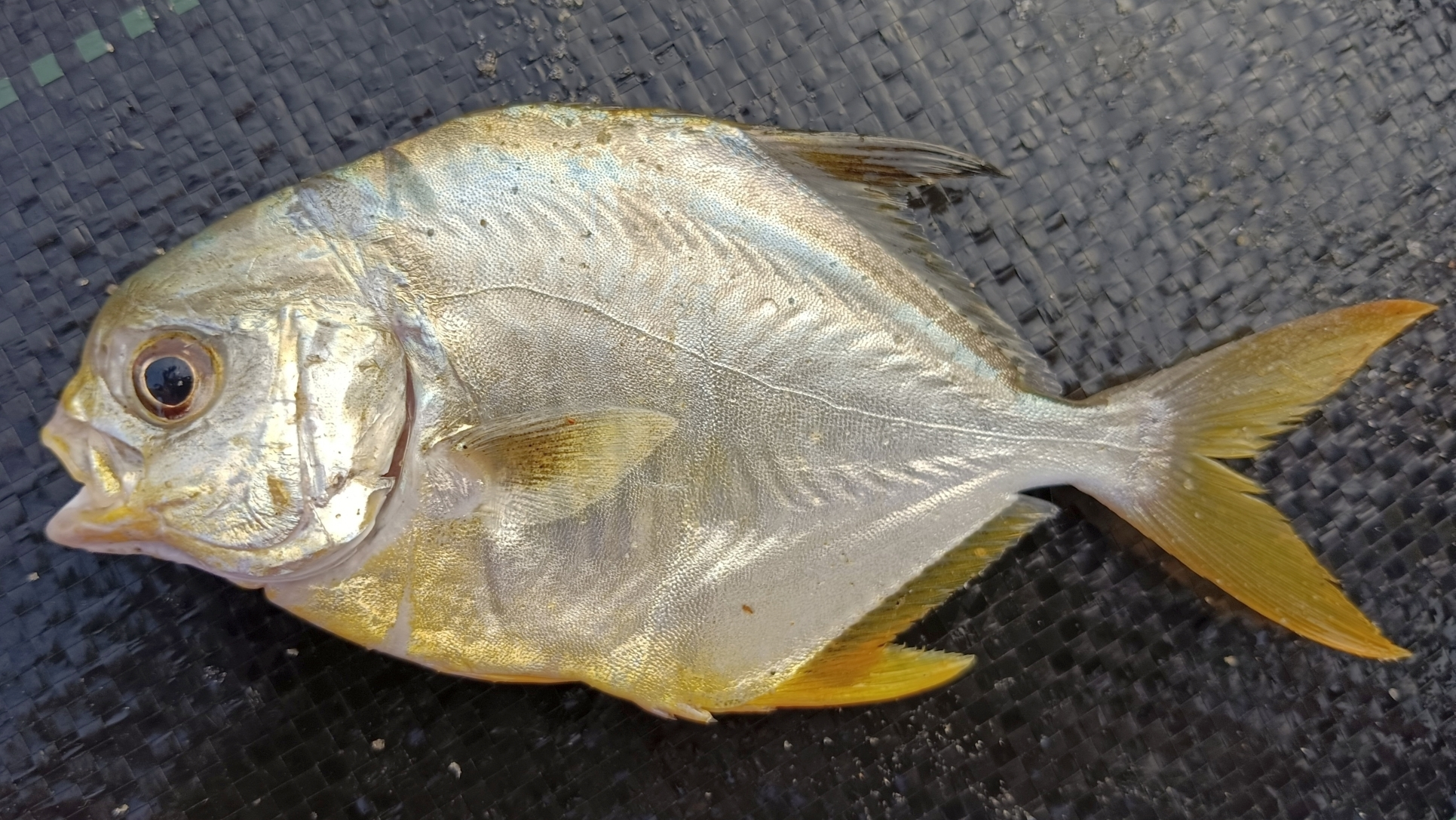
Trachinotus mookalee